# مقبض جانبي

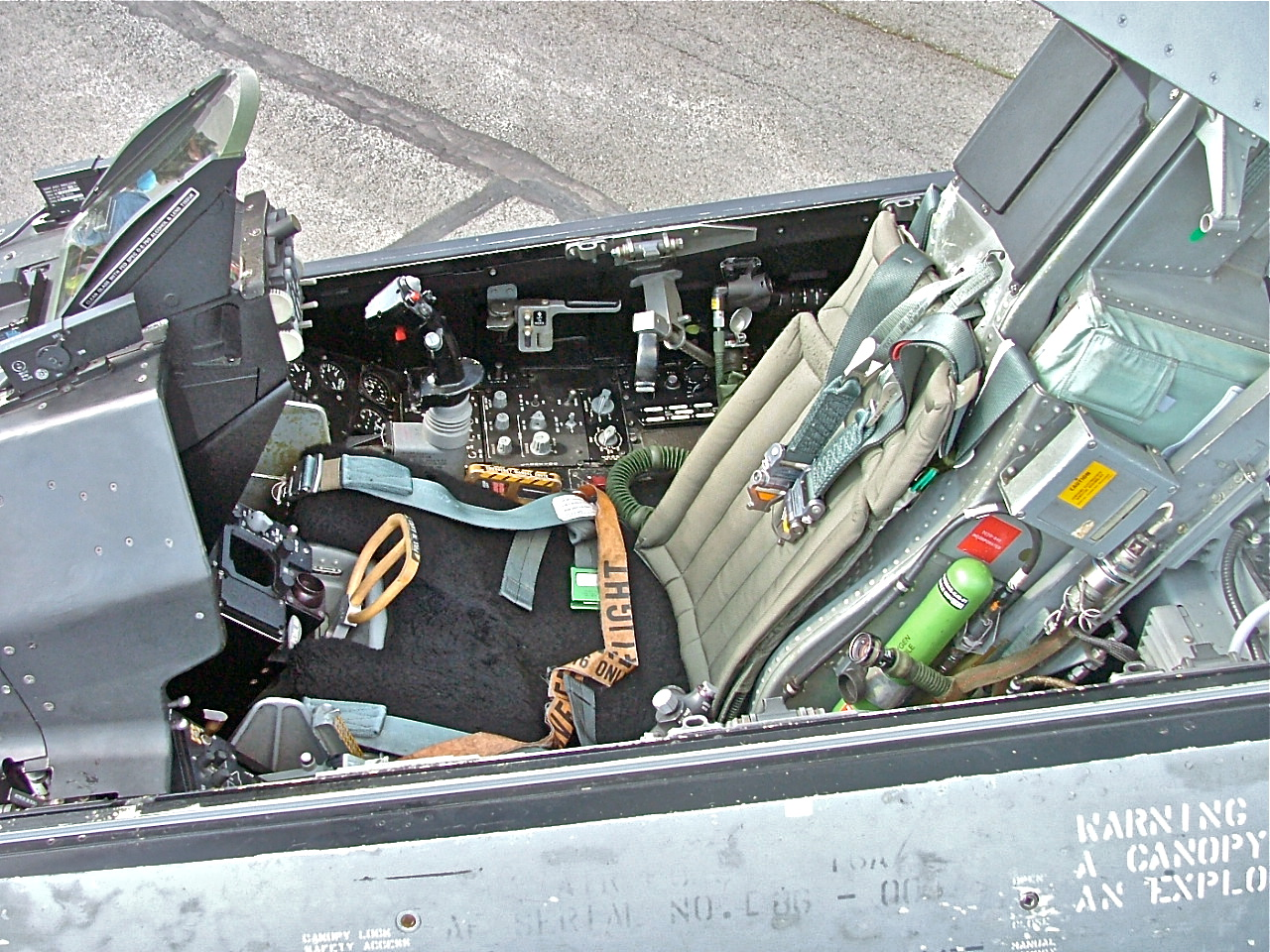
F-16 قمرة القيادة طائرة مقاتلة مجهزة الدفة الجانبية

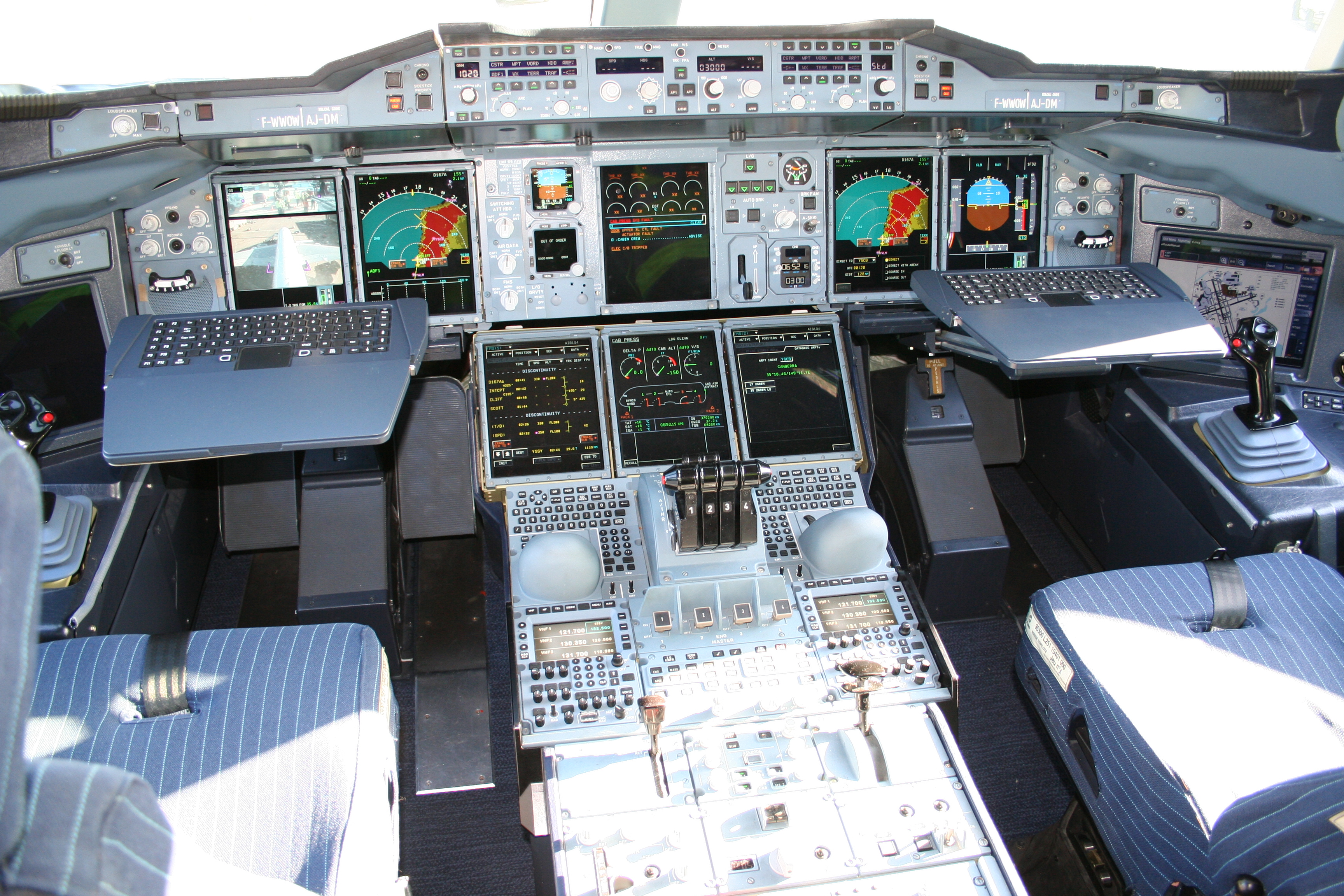
380 كابينة ملاحة محمولة جواً مع نظام الشريط الجانبي

مقبض الجانب (بالإنجليزية: Side-stick)‏ أو أن عصا تحكم التوجيه الجانبي عصا تحكم عن قمرة قيادة للتحكم (عصا تحكم) على الطائرة الموجودة على وحدة التحكم الجانبية للطيار (وليس أمامه). وعادة ما تستخدم هذه الدفة في الطائرات
نظام التحكم بالطيران.
في حالة الطائرات الحربية، توجد حفنة على اليمين وصمامات التحكم في الغاز، أو نفس قوة المحرك، على اليسار. على الطائرات التجارية، بما في ذلك مجموعة متنوعة من الركاب، يوجد طياران بجوار بعضهما البعض، ومقبض للتحكم في الغاز في الوسط ومقبض جانبي بجانب كل طيار.
يتوفر هذا النوع من الدفع على العديد من أنواع الطائرات المقاتلة، بما في ذلك إف-16 فايتينغ فالكون وميتسوبيشي اف2 وداسو رافال وإف-22 رابتور، وكذلك الطائرات التجارية مثل إيرباص إيه 320 نيو وإيرباص إيه 380. مقارنة بنظام التحكم المركزي، توجد الدفة والأوامر الأخرى بين طيارين، يتم تشغيل واحد فقط من الحفارات في أي وقت، ويمكن للطيار تعطيل رأس الطيار.